# Legio XII Fulminata
A Legio XII Fulminata (legio duodecima fulminata, "12. villámlégió") egy római légió volt, amelyet Caesar alapított. Fennállásának nagy részében az Euphrátesznél védte a birodalom keleti határát. Jelvénye a villám volt, bár feltehetően, mint Caesar többi légiója, eleinte a bikát használta.

## Története

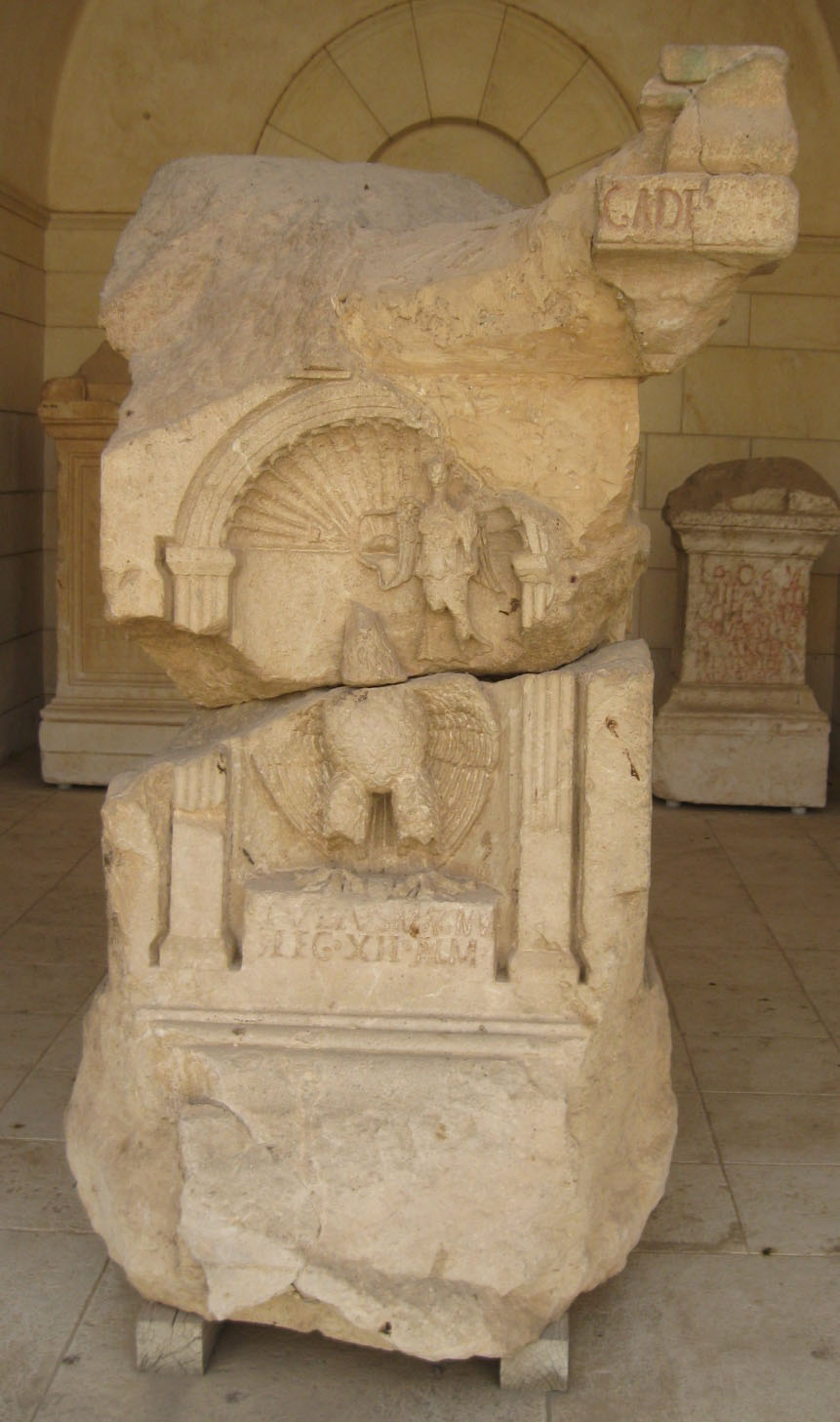
A XII. Fulminata parancsnoka, Iulius Magnus által felállított júdeai oltár

Caesar i. e. 58-ban szervezte meg a 11. és 12. légiót a helvétek elleni hadjáratához. Írásaiban megemlíti, hogy az egység 57 nyarának végén részt vett a nerviusok elleni harcokban, de valószínűleg későbbi hadjárataiban is vele tartott, például Alesia ostrománál.
I. e. 49. januárjában kitört a polgárháború Caesar és Pompeius Magnus között. A 12. légió Itáliába vonult, majd egy évvel később harcolt a döntő pharsalusi csatában (i. e. 48. augusztus 9-én). Caesar győzelmét követően feloszlatták, veteránjai Parma környékén kaptak földet. Caesar meggyilkolását követően Lepidus visszahívta a katonákat és újraszervezte a légiót, amit továbbadott Marcus Antoniusnak. Ekkoriban az egység a Legio XII Victrix (győzedelmes) nevet viselte (nem összetévesztenedő az ugyanilyen nevű, i. sz. 3-4. századi légióval). I. e. 43-ban Antonius oldalán harcolt Octavianus ellen a modenai csatában és feltehetően részt vett a Caesar gyilkosai elleni hadjáratban is, amely a philippi csatában kulminált. Ezután előbb visszavezényelték Itáliába (jele megtalálható a Perugia környékén fellelt parittyaköveken), majd Szíriába került, ahol harcolt Antonius balsikerű pártus hadjáratában. Pénzfeliratok alapján Antonius az Antiqua (régi, jól bevált) melléknevet adta az egységnek. 
I. e. 31-ben Octavianus döntő vereséget mért Antoniusra az actiumi csatában. A 12. légió veteránjainak egy része a görögországi Patraszban kapott földet, magát az egységet Egyiptom megszállására küldték, majd visszakerült Szíriába. I e. 14-ben már biztosan Raphaneában állomásozott. A keleti határt rajta kívül a Legio III Gallica, a VI Ferrata és a X Fretensis védte. 
I. e. 4-ben Publius Quinctilius Varus, Syria helytartója a négy légióból hármat (nevüket nem tudjuk, de valószínű, hogy a Fulminata is köztük volt) magával vitt, hogy leverje Júdás, Simon és Athrongész Heródes halála utáni messianisztikus felkelését. 
I. sz. 58-ban Nero hadvezére, Cnaeus Domitius Corbulo sikeres hadjáratot indított a római és pártus birodalmak közötti Örményország ellen, amely akkor pártus befolyás alatt állt. Elfoglalta a fővárost, elűzte I. Tiridatész királyt (a pártus király, I. Vologaészész testvérét) és helyére a Róma-barát VI. Tigranészt (Nagy Heródes dédunokáját) ültette. 62-ben Lucius Caesennius Paetus cappadociai kormányzó vezetésével újabb hadjárat indult a pártusok ellen, de a XII Fulminatából és IV Scythicából álló haderejét Rhandeiánál bekerítették és kénytelen volt megadni magát, majd kivonulni Örményországból. A helyzetet ismét Cordulo mentette meg, aki ismét legyőzte a pártusokat, de ebben a háborúban a becsületét vesztett 12. és 4. légió nem vehetett részt. 

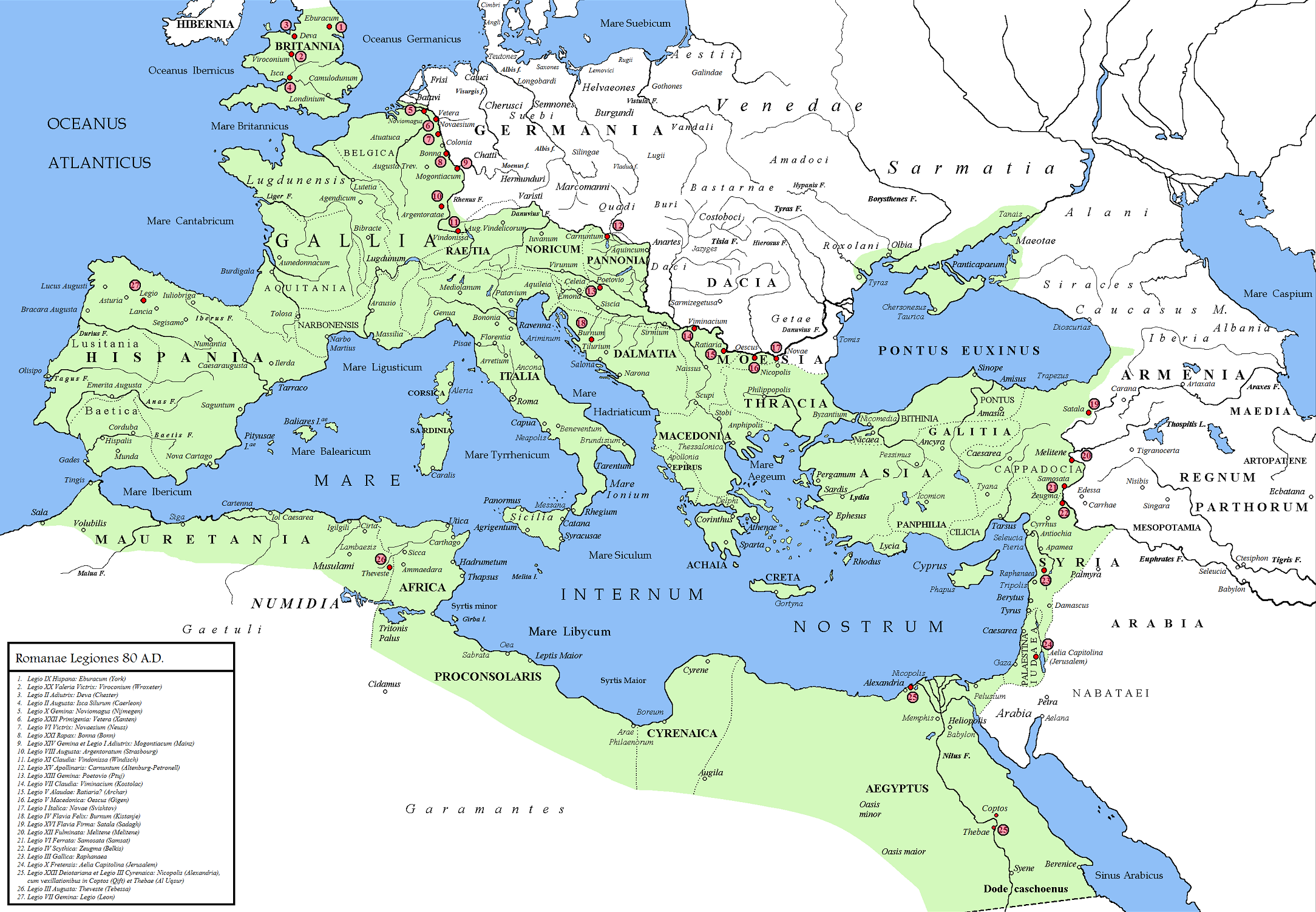
A római légiók állomáshelyei i. sz. 80-ban

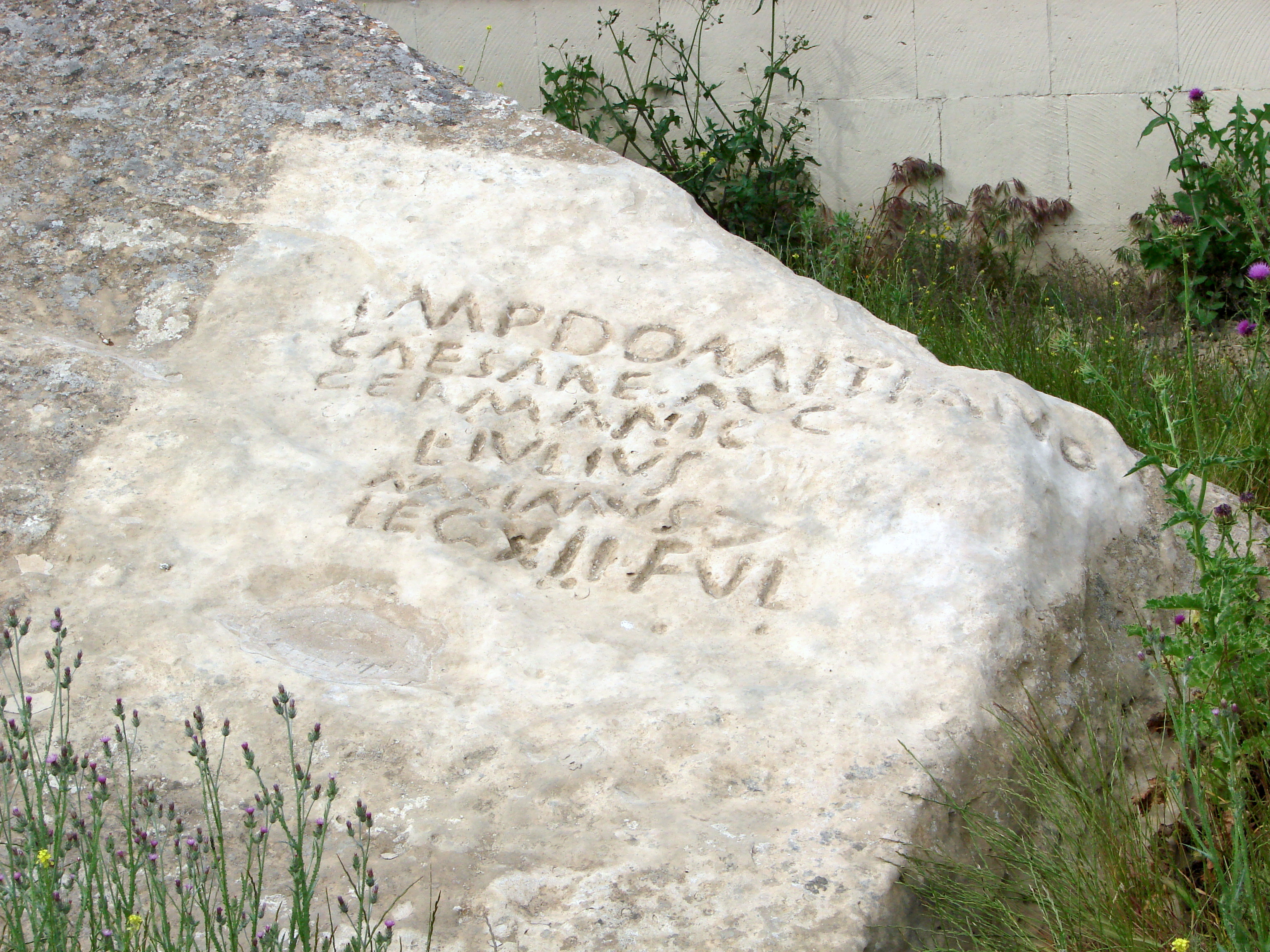
A legkeletibb római felirat a Kaszpi-tenger partján, rajta a 12. légió egyik centuriójának nevével

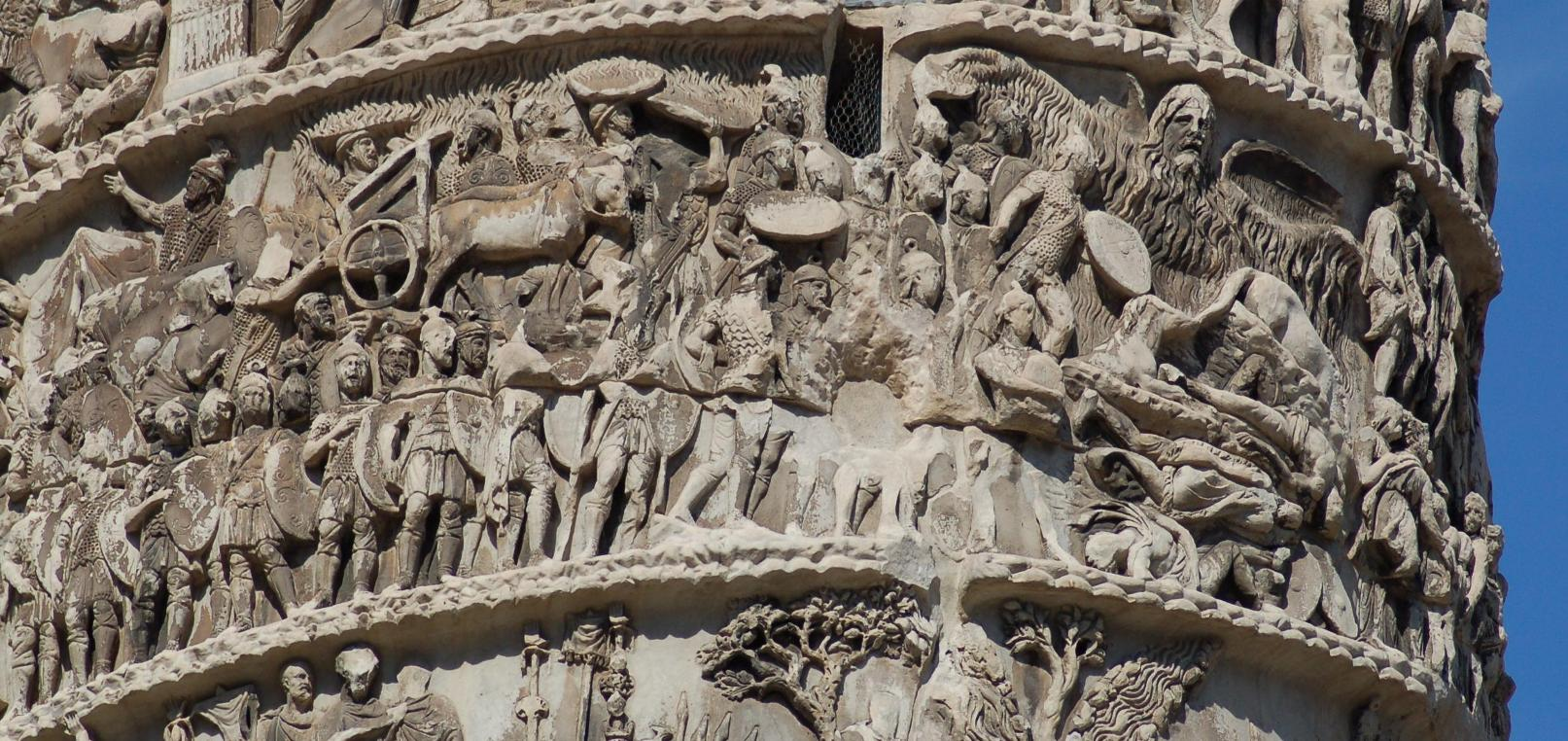
Az esőcsoda Marcus Aurelius diadaloszlopán

66-ban ismét lázadás tört ki Júdeában, amelynek helytartója, Gessius Florus Syriából kért segítséget. A Legio XII Fulminata (a IV Scythica és VI Ferrata alegységeivel megerősítve) bevonult Júdeába, de parancsnoka elégtelennek ítélte meg erőit és a visszaúton súlyos vereséget szenvedett az Eleazar ben Simon vezette zsidó felkelőktől, sőt hadijelvényét is elvesztette. A háború végére a légiónak áldozatos és bátor harccal sikerült visszanyernie becsületét. 69-ben támogatta Vespasianust, a zsidó háború főparancsnokát, aki császárrá kiáltotta ki magát. Jeruzsálem elfoglalása és a háború lezárása után az akkor Cappadociához csatolt Meliténébe irányították, ahol az Eufrátesz mentán húzódó keleti határt védte a Legio XVI Flavia Firmával közösen. Régi raphaneai erődjébe a III Gallica költözött.
92-ben Domitianus a 12. légiót küldte a kaukázusi Iberia és Albania királyságainak támogatására. Egy Kaszpi-tenger partján talált feliraton megtalálható a légió centuriójának, Lucius Julius Maximusnak a neve. Egyetlen másik római légió sem jutott kelet felé ilyen messzire.
A XII Fulminata valószínűleg részt vett Traianus 114-ben indult örményországi hadjáratában, amikor annektálták a királyságot. Hódításait azonban utódja, Hadrianus kénytelen volt feladni.
134-ben Arrianus cappadociai kormányzó a XV Apollinaris és a XII Fulminata segítségével győzte le az észak felől betörő alánokat. 162-ben a légió valószínűleg harcolt Lucius Verus pártus hadjáratában.
Valamikor 172-174 között Marcus Aurelius markomann háborújában történt az ún. "esőcsoda". A Legio XII Fulminata egyik alegységét körbezárták a kvádok. A katonák a kánikulában nem jutottak vízhez és már majdnem megadták magukat, amikor (állítólag a keresztény katonák imáinak hatására, mások szerint egy egyiptomi mágus jóvoltából) vihar tört ki, a rómaiak vízhez jutottak, a barbárokba pedig villám csapott. 
175-ben Avidius Cassius fellázadt Marcus Aurelius ellen. A 12. légió Meliténében állomásozó főereje hűséges maradt a császárhoz, ezért a felkelés leverése után megkapta a Certa Constans ("bizonyosan megbízható") melléknevet.
193-ban meggyilkolták Pertinax császárt és az utódlás miatt polgárháború tört ki. A XII Fulminata Pescennius Niger syriai kormányzó pártjára állt, viszont a háborút Lucius Septimius Severus nyerte. Severus kitolta a keleti határt a Tigris folyóig, a 12. légió viszont - talán büntetésképpen vagy megbízhatatlanként - stratégiai tartalékként megmaradt korábbi állomáshelyén.  
Az egység a későbbiekben minden bizonnyal részt vett Caracalla 216-os pártus hadjáratában, majd Severus Alexander 230-as és III. Gordianus 243-as védekező háborújában a Szászánidákkal szemben.
Ebben az időben a kereszténység a katonák között is terjedt. 259-ben, Valerianus keresztényüldözésének idején a légió egyik tisztjét, Polyeuctust hite miatt lefejezték. 320-ban az egység negyven keresztény katonáját (a szebasztéi negyven mártírt) kergették ki egy befagyott tóra, ahol halálra fagytak. 
260-ban a perzsák elfogták Valerianus császárt, a keleti határvidéken pedig Odaenathus megalapította formálisan római vazallus Palmürai Királyságát. A 12. légió az ő parancsnoksága alá került, ugyanakkor Gallienus császár (Valerianus fia) a Galliena melléknevet adományozta neki. A királyságot Aurelianus annektálta 274-ben, majd 298-ban Diocletianus indított sikeres mezopotámiai hadjáratot a Szászánidák ellen. A XII Fulminata valószínűleg részt vett ezekben a hadjáratokban, de konkrét információk nem állnak rendelkezésre róla. Az ötödik század elején még őrizte az Eufrátesz átkelőjét Meliténében, de későbbi sorsa ismeretlen. 